# Gouvernement Ndiaye
Soumaré Mbaye
Le gouvernement Ndiaye est un gouvernement de la république du Sénégal entre le 1er mai 2009 et le 2 avril 2012, dernier de la présidence d'Abdoulaye Wade.

## Composition du1ermai au 3 décembre 2009
| Fonction | Nom |
| --- | --- |
| Premier ministre | Souleymane Ndéné Ndiaye PDS                                                                                                   |
| Ministre d’État, ministre de l’Intérieur, des Collectivités locales, de la Décentralisation Ministre d’État, ministre de l’Intérieur (à partir du 14/10/2009) | Cheikh Tidiane Sy (jusqu'au 14/10/2009) Bécaye Diop (à partir du 14/10/2009)                                                  |
| Ministre d'État, ministre des Affaires étrangères | Cheikh Tidiane Gadio (jusqu'au 1/10/2009) Madické Niang                                                                       |
| Ministre d'État, garde des Sceaux, ministre de la Justice | Madické Niang (jusqu'au 1/10/2009)Moustapha Sourang                                                                           |
| Ministre d'État, ministre des Forces armées | Bécaye Diop PDS (jusqu'au 14/10/2009) Abdoulaye Balde PDS (à partir du 14/10/2009)                                            |
| Ministre d'État, ministre des Finances | Abdoulaye Diop PDS |
| Ministre d'État, ministre de l'Environnement, de la Protection de la nature, des Bassins de rétention et des Lacs artificiels | Djibo Leyti Kâ |
| Ministre d'État, ministre de la Fonction publique, de l'Emploi, du Travail et des Organisations professionnelles | Habib Sy (du 1/05 au 10/10/2009) Diakaria Diaw (à partir du 10/10/2009, 10e au rang protocolaire))                            |
| Ministre d'État, ministre de la Coopération internationale, de l’Aménagement du territoire, des Transports aériens, des Infrastructures | Karim Wade |
| Ministre d'État, ministre de l’Urbanisme, de l’Habitat, de l’Hydraulique et de l’Assainissement (jusqu'au 14/10/2009) Ministre d’État, ministre de l’Urbanisme, de l’Habitat, de la Construction et de l’Hydraulique | Oumar Sarr |
| Ministre d'État, ministre de la Famille, de la Solidarité nationale, de la Sécurité alimentaire, de l’Entreprenariat féminin, de la Microfinance et de la Petite enfance Ministre d'État, ministre de la Famille, de la Sécurité Alimentaire, de l’Entreprenariat féminin, de la Microfinance et de la Petite enfance (à partir du 24 mai 2009) | Ndèye Khady Diop |
| Ministre des Télécommunications, des TICS, des Transports terrestres et des Transports ferroviaires | Abdourahim Agne |
| Ministre de l’Enseignement supérieur, des Universités et des Centres universitaires régionaux (Recherche scientifique ajouté le 1er/10/2009) | Moustapha Sourang (jusqu'au 1/10/2009) Amadou Tidiane Bâ (à partir du 1/10/2009)                                              |
| Ministre de l’Enseignement préscolaire, de l’Élémentaire et du Moyen secondaire (et des Langues nationales à partir du 9 juin 2009) | Kalidou Diallo |
| Ministre de l’Énergie et des biocarburants Ministre de l'Énergie (à partir du 1/10/2009) | Samuel Amète Sarr Karim Wade (à partir du 6/10/2010)                                                                          |
| Ministre de l’Économie maritime, de la Pêche et des Transports maritimes | Khoureychi Thiam |
| Ministre de la Santé, de la Prévention et de l’Hygiène publique Ministre de la Santé et de la Prévention | Thérèse Coumba Diop |
| Ministre de l’Agriculture et de la Pisciculture (portefeuille des Biocarburants ajouté le 1/10/2009) | Fatou Gaye Sarr |
| Ministre de l'Élevage | Oumou Khaïry Guèye Seck |
| Ministre de la Transformation alimentaire des Produits agricoles | Aïda Mbodj (démissionnaire le 11 mai 2009, portefeuille dévolu à Ousmane Ngom)                                                |
| Ministre de la Culture, de la Francophonie et des Langues nationales Ministre de la Culture et de la Francophonie (à partir du 9 juin 2009 | Serigne Modou Bousso Lèye |
| Ministre de la Recherche scientifique (Portefeuille rattaché à l'Enseignement supérieur à partir du 1/10/2009) | Amadou Tidiane Bâ (jusqu'au 1/10/2009)                                                                                        |
| Ministre de l’Enseignement technique et de la Formation professionnelle | Moussa Sakho |
| Ministre de la Jeunesse, des Sports et des Loisirs | Mamadou Lamine Keita |
| Ministre du NEPAD et des Relations avec le Parlement Ministre des Affaires sociales et des Relations avec le Parlement(à partir du 24 mai 2009) | Faustin Diatta |
| Ministre des Sénégalais de l’Extérieur | Sada Ndiaye |
| Ministre de la Communication et porte-parole du gouvernement | Moustapha Guirassy |
| Ministre de l’Industrie, des Mines et des PME Ministre d’État, ministre des Mines, de l’Industrie, de la Transformation alimentaire des produits agricoles et des PME (à partir du 11 mai 2009) | Ibrahima Cissé (du 1er au 4 mai 2009) Ousmane Ngom (à partir du 4 mai 2009, également ministre d'État, 10e rang protocolaire) |
| Ministre de l’Artisanat, du Tourisme et des Relations avec le secteur privé et le secteur informel | Thierno Lô |
| Ministre du Commerce | Amadou Niang |
| Ministre de l’Assainissement et de l’Hygiène publique (à partir du 14/10/2009) | Adama Sall (à partir du 14/10/2009)                                                                                           |
| Ministre délégué auprès du ministre des Finances, chargé du Budget | Abdoulaye Sow (du 1/05 au 9/06/2009) Abdoulaye Diop (à partir du 9/06/2009)                                                   |
| Ministre délégué auprès du ministre de l’Intérieur, des Collectivités locales et de la Décentralisation, chargé des Collectivités locales et de la Décentralisation Ministre de la Décentralisation et des Collectivités locales (à partir du 14/10/2009)                                                                                       | Aliou Sow |
| Ministre délégué auprès du ministre de l’Agriculture et de la Pisciculture, chargé des relations avec les Organisations paysannes et de la Syndicalisation des agriculteurs | Khadim Guèye |

## Composition du 3 décembre 2009
Par le décret n° 2009-1381 du 3 décembre 2009, portant réaménagement du Gouvernement et nommant un nouveau ministre, les attributions des ministres suivants sont modifiées ainsi qu’il suit :
- Thérèse Coumba Diop, précédemment ministre de la Santé et de la Prévention devient ministre des Biocarburants et de la Pisciculture, elle-même remplacé par Modou Diagne Fada ;
- Fatou Gaye Sarr, précédemment ministre de l’Agriculture, de la Pisciculture et des Biocarburants devient, ministre de l’Agriculture ;
- Modou Bousso Lèye, précédemment ministre de la Culture et de la Francophonie devient ministre de la Culture.

La composition du gouvernement s’établit comme suit :
1. Madické Niang, ministre d’État, ministre des Affaires étrangères ;
2. Bécaye Diop, ministre d’État, ministre de l’Intérieur ;
3. Abdoulaye Diop, ministre d’État, ministre de l’Économie et des Finances ;
4. Moustapha Sourang, ministre d’État, garde des Sceaux, ministre de la Justice ;
5. Abdoulaye Baldé, ministre d’État, ministre des Forces armées ;
6. Djibo Leyti Kâ, ministre d’État, ministre de l’Environnement, de la Protection de la nature, des bassins de rétention et des lacs artificiels ;
7. Karim Wade, ministre d’État, ministre de la Coopération internationale, de l’Aménagement du territoire, des Transports aériens et des Infrastructures ;
8. Oumar Sarr, ministre d’État, ministre de l’Urbanisme, de l’Habitat, de la Construction et de l’Hydraulique ;
9. Ousmane Ngom, ministre d’État, ministre des Mines, de l’Industrie, de la Transformation alimentaire des Produits agricoles et des PME.
10. Diakaria Diaw, ministre d’État, ministre de la Fonction publique, du Travail, de l’Emploi et des Organisations professionnelles ;
11. Ndèye Khady Diop, ministre d’État, ministre de la Famille, de la Sécurité alimentaire, de l’Entreprenariat féminin, de la Micro finance et de la Petite enfance ;
12. Abdourahim Agne, ministre des Télécommunications, des TICS, des Transports terrestres et des Transports ferroviaires ;
13. Amadou Tidiane Bâ, ministre de l’Enseignement supérieur, des Universités, des Centres universitaires régionaux (CUR) et de la Recherche scientifique.
14. Kalidou Diallo, ministre de l’Enseignement préscolaire, de l’Élémentaire, du Moyen Secondaire et des Langues nationales.
15. Samuel Amète Sarr, ministre de l’Énergie ;
16. Khouraïchi Thiam, ministre de l’Économie maritime, de la Pêche et des Transports maritimes ;
17. Aliou Sow, ministre de la Décentralisation et des Collectivités locales ;
18. Thierno Lô, ministre de l’Artisanat, du Tourisme et des Relations avec le secteur privé et le secteur informel ;
19. Modou Diagne Fada, ministre de la Santé et de la Prévention ;
20. Thérèse Coumba Diop, ministre des Biocarburants et de la Pisciculture ;
21. Fatou Gaye Sarr, ministre de l’Agriculture ;
22. Oumou Khaïry Guèye Seck, ministre de l’Élevage ;
23. Modou Bousso Lèye, ministre de la Culture ;
24. Moussa Sakho, ministre de l’Enseignement technique et de la Formation professionnelle ;
25. Mamadou Lamine Keïta, ministre de la Jeunesse, des Sports et des Loisirs ;
26. Faustin Diatta, ministre des Affaires sociales et des Relations avec les institutions ;
27. Sada Ndiaye, ministre des Sénégalais de l’extérieur ;
28. Adama Sall, ministre de l’Assainissement et de l’Hygiène publique ;
29. Moustapha Guirassy, ministre de la Communication, porte-parole du Gouvernement ;
30. Amadou Niang, ministre du Commerce.

Ministres délégués :
1. Abdoulaye Diop, ministre délégué auprès du ministre de l’Économie et des Finances, chargé du budget ;
2. Khadim Guèye, ministre délégué auprès du ministre de l’Agriculture, chargé des Organisations paysannes et de la Syndicalisation des agriculteurs.